# コタムリト

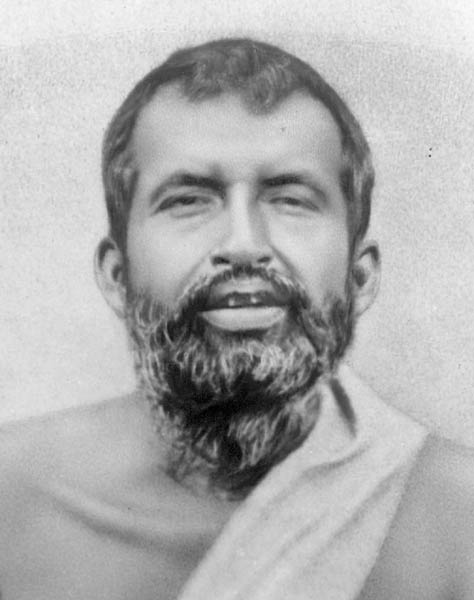
ラーマクリシュナ

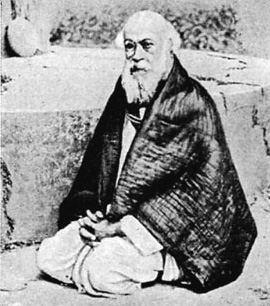
マヘーンドラナート・グプター

『コタムリト』（Kathamrta）とは、近代インドの宗教家ラーマクリシュナの言葉を、弟子のマヘーンドラナート・グプター（通称：Ｍ)が著した言行録である。1882年2月から1886年8月までのラーマクリシュナ最晩年の4年半の182日が採録され、著者によるコメントや思想の解釈が添えられている。

## 概要
Kathaは「語り」「物語」「言葉」、amrtaは「アムリタ」転じて「不死」を意味し、日本語では書題を「不滅の言葉」とも表記する。Kathamrtaはサンスクリット語読みだと「カタームリタ」となるが、原書はベンガル語で書かれているため「コタムリト」が原音に近い表記である。
時系列ではなく、各巻で82-86年の記録が重複して収められている。著者が公開したい記録から編纂を進めたと考えられており、後半に私的な性格、隠微を要する秘密の話が収められている。日付時刻、その場の出席者が記録されており、ラーマクリシュナの生き生きした言葉と共に、マヘーンドラナート・グプターが洗練された文体で場面紹介、コメントを添え、下註ではラーマクリシュナの言葉の意味が、サンスクリット語の経典を参照して解読されている。哲学的な章タイトルは、英語でつけられているものも多い。コメント、註、章タイトルなどが、ラーマクリシュナの話し言葉の価値を高め、権威づける機能となっている。
1907年にアベーダーナンダが初期の英訳書を刊行し、1942年にニキラーナンダによる英訳 The Gospel of Ramakrishna が刊行された。こうした英訳では、ラーマクリシュナの言葉のタントラ的な部分、性的な部分の多くが、意識的にか無意識的にか削除されたり、あいまいな表現、象徴的な表現に置き換えられている。このように、ラーマリクシュナ死後、その思想は、問題的な部分を多く含むタントラ的な要素は遠ざけられ、ヴィヴェーカーナンダにならいヴェーダーンタ風に解釈され、ヒンドゥー正統派の本流に置かれるようになり、ラーマクリシュナの聖域化を推し進めるような出版物や論文も少なくない。
1987年に英訳の日本語訳『ラーマクリシュナの福音』が日本ヴェーダーンタ協会訳で出ている。原典の日本語訳としては田中嫺玉と奥田博之によるものがある。

## 日本語訳
- 田中嫺玉・ 奈良毅 訳 『大聖ラーマクリシュナ 不滅の言葉（コタムリト）』中公文庫、1992年

三学出版から1980年に刊行されたもの。抄訳。
- 『人類の知的遺産 53 ラーマクリシュナ』講談社、1983年

後半部が田中嫺玉訳『不滅の言葉（コタムリト）』からの抄録となっている。
- 奥田博之 訳『ラーマクリシュナの福音』東方出版、2000年1巻、2002年2巻、2004年3巻。原典訳。
- 『ラーマクリシュナの福音』日本ヴェーダーンタ協会、1987年

ニキラーナンダによる英訳からの重訳。同協会からは抜粋版も刊行されている。
- 田中嫺玉 訳 『大聖ラーマクリシュナ 不滅の言葉(コタムリト) 』 ブイツーソリューション、2011年1巻、2012年2巻、2014年3巻、2015年4巻、2017年5巻。